# Podelsatz
Podelsatz ist ein zu Stadtroda gehöriger Weiler im Saale-Holzland-Kreis in Thüringen.

## Geografie
Der Weiler liegt etwas nördlich der Bundesautobahn 4 sowie der Bahnstrecke Weimar–Gera und nordwestlich von Stadtroda oberhalb des breiten, dicht bewaldeten Erosionstales des Grünzigbaches. Die 102,8 ha umfassende Gemarkung ist stark kupiert.

## Geschichte
Die Ersterwähnung von Podelsatz erfolgte am 1. Dezember 1433.
Erste nachgewiesene Besitzer des einst slawischen Dorfes waren die Familie Puster von Drackendorf. Später waren die Familien Brünau und Münsch Nachfolger. Von 1935 bis 1937 entstand am Ortseingang die erste Autobahnbrücke der heutigen Bundesautobahn 4 über das 200 m breite Tal. Am 1. Juli 1950 wurde Podelsatz nach Gernewitz eingemeindet.
Seit 1990 besteht im Weiler ein Reiterhof mit Parkstall für fremde Pferde.

### Burgstall bei der Scheermühle (Podelsatz)
Bei der Scheermühle von Podelsatz befindet sich ein mittelalterlicher Burgstall. Es handelt sich um eine kleine Bühlanlage.
Die Anlage befindet sich nördlich der Scheermühle. Sie weist laut Sven Ostritz ein weitgehend quadratisches Graben-Wall-System um einen Turmhügel/Bühl auf. An einer Seite liegen keine Gräben und Wälle vor (Hangseite?). Die Anlage bei der Scheermühle liegt laut Ostritz in der Flur von Schlöben. In auffälliger Nähe befinden sich der (überflutete) Burgstall der Wasserburg Ladnitz (mit Dorfwüstung) in nördlicher Richtung an/in Talsperre Podelsatz (in der Flur von Schlöben) sowie der erhaltene Turmhügel der Turmhügelburg in Schlöben-Gröben.

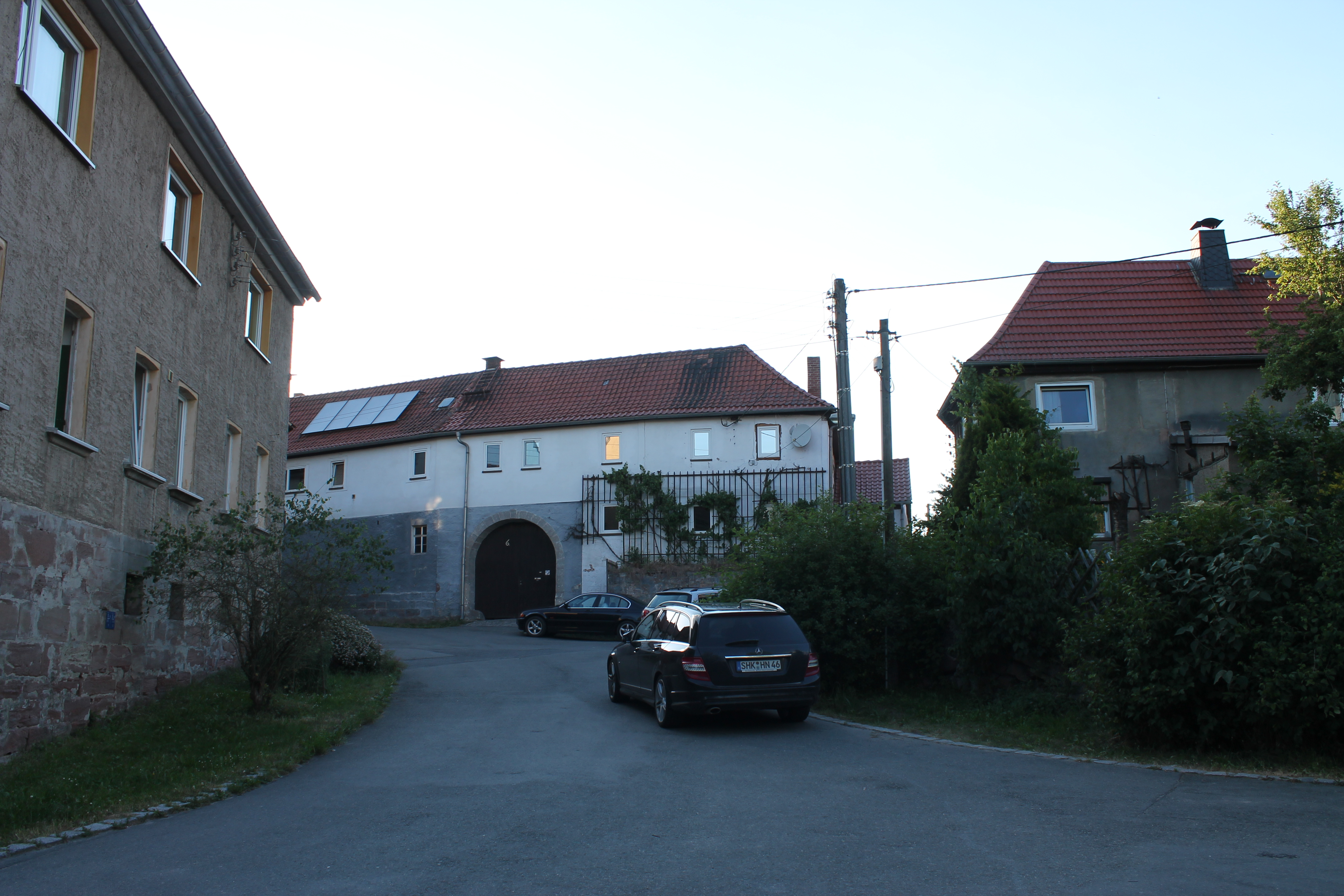
Ortskern
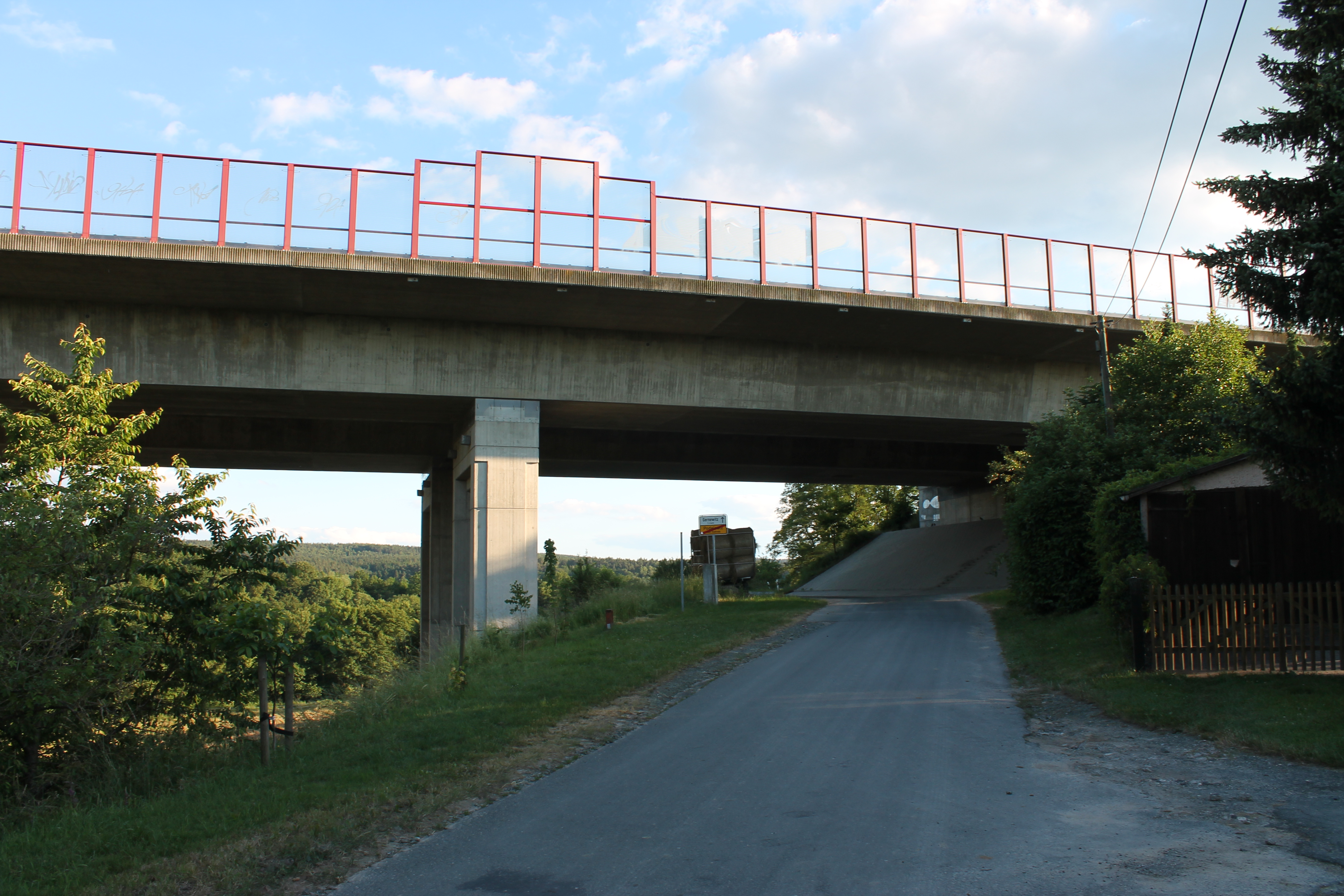
Autobahnbrücke vor dem Ort
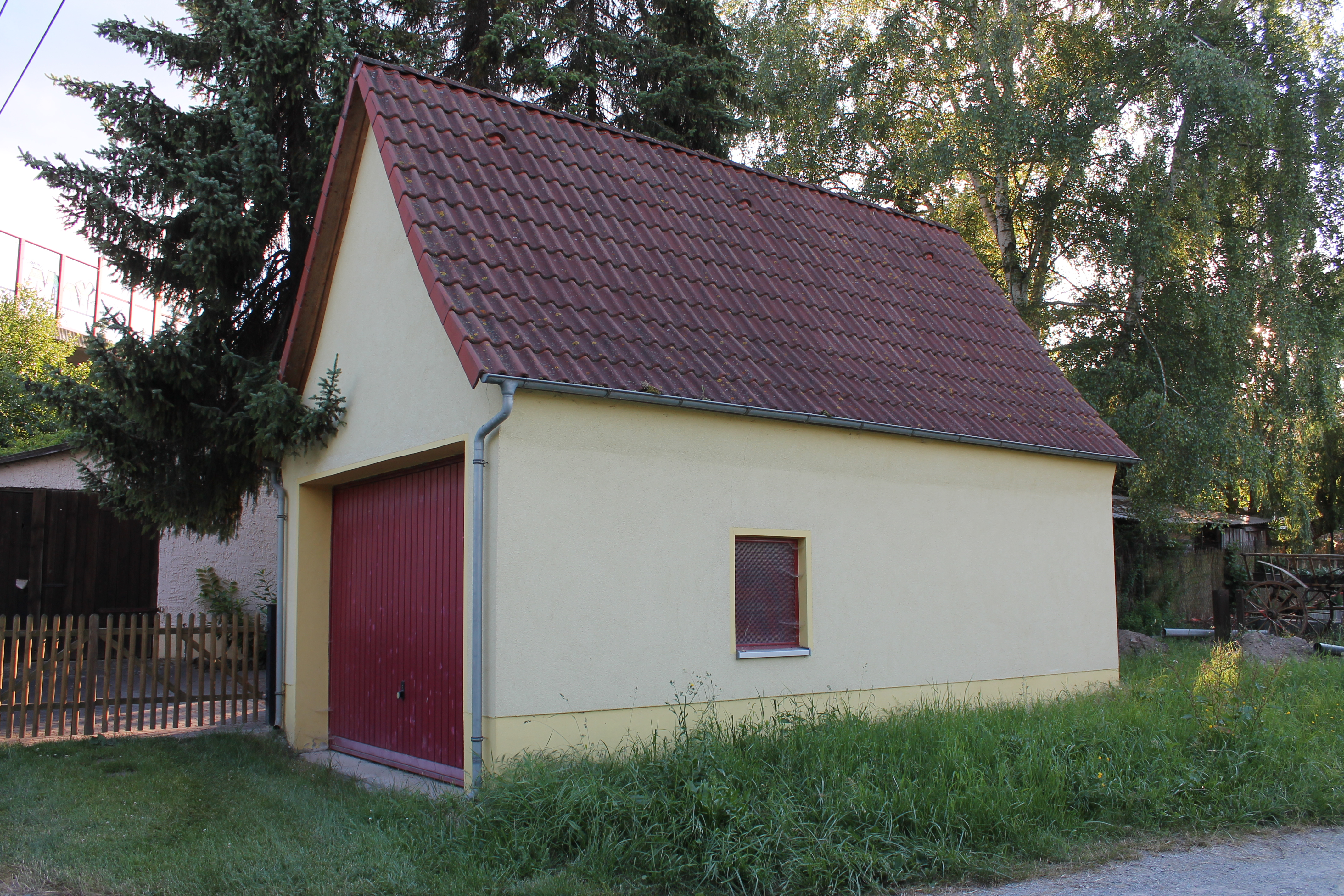
Feuerwehr
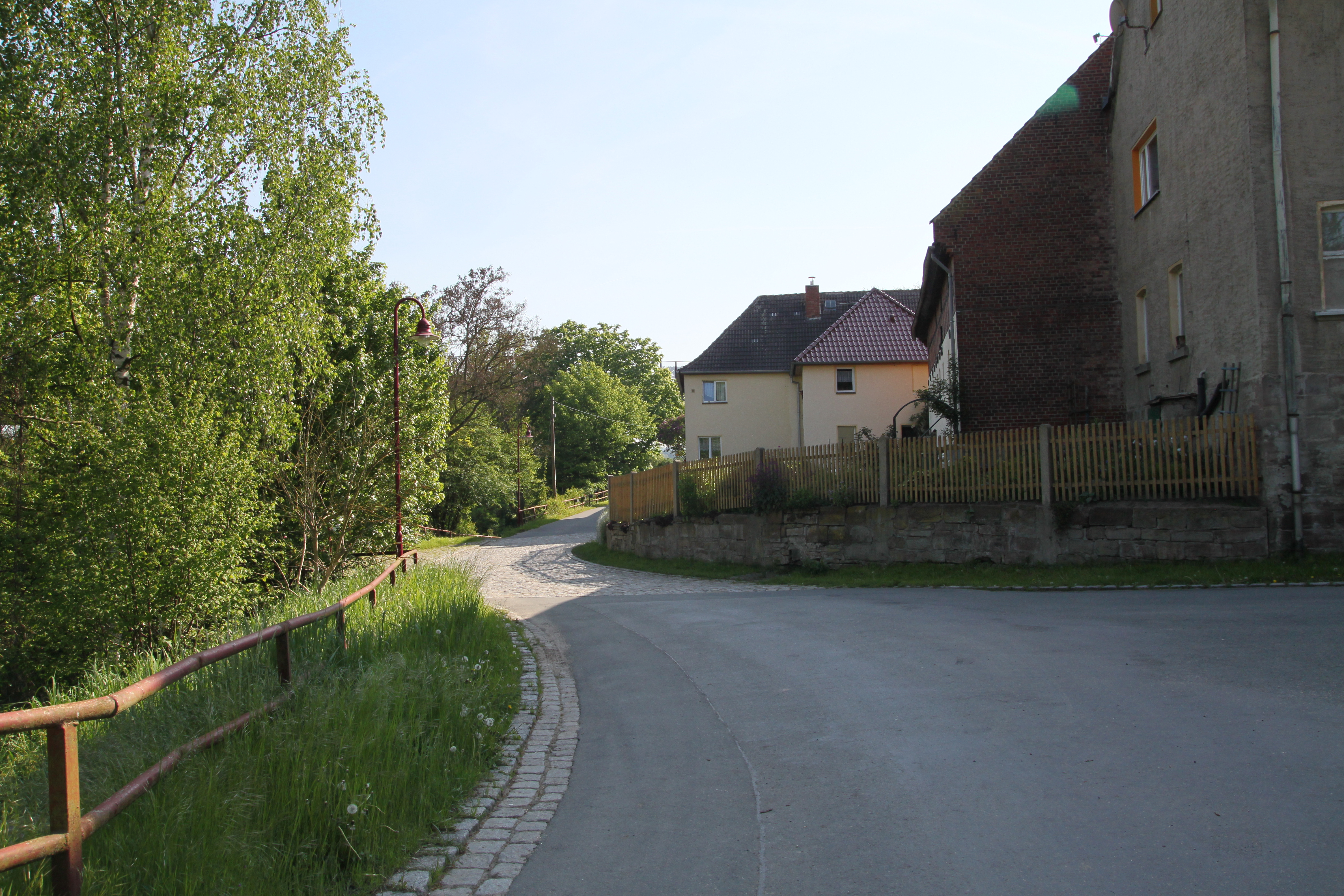
Dorfansicht von Podelsatz